# Tossinolodes felicitor
Tossinolodes felicitor är en stekelart som beskrevs av Aubert 1984. Tossinolodes felicitor ingår i släktet Tossinolodes och familjen brokparasitsteklar. Inga underarter finns listade i Catalogue of Life.